# Justicia baumii
Justicia baumii är en akantusväxtart som beskrevs av Spencer Le Marchant Moore. Justicia baumii ingår i släktet Justicia och familjen akantusväxter. Inga underarter finns listade i Catalogue of Life.